# Phil Ehart
Phillip W. Ehart (n. 4 de febrero de 1950) es un músico estadounidense y es el baterista de la banda de rock progresivo Kansas.  Él y Rich Williams son los únicos dos miembros que aparecen en todos los álbumes de Kansas.

## Primeros años
Phil nació en Coffeyville, Kansas el 4 de febrero de 1950. Su padre estuvo en la Fuerza Aérea de los Estados Unidos, así que vivió en muchas partes del mundo antes de que su familia se estableciera en Topeka. El aprendió batería cuando estudiaba la escuela primaria y tocó con muchas bandas en su adolescencia.  En 1969, viajó a Nueva Orleans, Luisiana, donde tuvo la oportunidad de tocar junto a Joe Cocker, Jim Morrison, Janis Joplin, Iron Butterfly, Santana y otros grandes grupos de la época.  Un año después, Ehart fue a Inglaterra para aprender el «estilo del rock británico», sin embargo, se regresó a América tres meses después, debido a que los músicos británicos estaban más interesados en estudiar el «estilo del rock estadounidense» que en enseñar su propia escuela.

## White Clover
Ehart formó en 1973 la banda White Clover junto al vocalista y teclista Steve Walsh, el violinista Robby Steinhardt, el guitarrista Rich Williams y el bajista Dave Hope. La banda gozaba de gran popularidad en Topeka, pero Phil necesitaba a un segundo compositor e invitó al guitarrista Kerry Livgren (el cual era integrante del grupo de rock Saratoga) y este se unió a White Clover.  Tiempo después firmaron contrato con la discográfica Kirshner Records y cambiaron su nombre a Kansas.

## Con Kansas
Phil ha sido miembro de Kansas desde 1974, ha grabado todos los álbumes de la banda (contando grabaciones en estudio, en directo y compilaciones) y sigue tocando hasta ahora.  Él ha coescrito algunos temas de la banda, incluidos dos de sus más grandes éxitos: «Point of Know Return» y «Play the Game Tonight». En los últimos años ha tomado más responsabilidades con el grupo, como por ejemplo ser el representante de Kansas.

## Vida personal
Él está matrimoniado con Laurie Ehart, con la cual ha tenido una hija y un hijo de nombre Avery y Noah, respectivamente. Su hijo Noah sufre de autismo, por lo cual Phil se ha dedicado a abogar por la conciencia e investigación de este trastorno físico.

## Discografía

### Con Kansas

#### Álbumes de estudio
- Kansas - 1974
- Song for America - 1975
- Masque - 1975
- Leftoverture - 1976
- Point of Know Return - 1977
- Monolith - 1979
- Audio-Visions - 1980
- Vinyl Confessions - 1982
- Drastic Measures - 1983
- Power - 1986
- In the Spirit of Things - 1988
- Freaks of Nature - 1995
- Always Never the Same - 1998
- Somewhere to Elsewhere - 2000

#### Álbumes en vivo
- Two for the Show - 1978
- Live at the Whisky - 1992
- King Biscuit Flower Hour Presents Kansas - 1998
- Dust in the Wind - 2001
- Device, Voice, Drum - 2002
- There's Know Place Like Home - 2009

#### Álbumes recopilatorios
- The Best of Kansas - 1984
- Carry On - 1992
- The Kansas Boxed Set - 1994
- The Ultimate Kansas - 2002
- Sail On: The 30th Anniversary Collection - 2004
- Works in Progress - 2006
- Playlist: The Very Best of Kansas - 2008
- Classic Albums Collection 1974-1983 - 2011

### Colaboraciones
- Steve Hackett - Please Don't Touch - 1978
- Kerry Livgren - Seeds of Change - 1980
- Steve Walsh - Schemer-Dreamer - 1980
- Native Window - Native Window - 2009